# 凤凰池站 (福州)
凤凰池站（福州話：/huŋ˥˥ ŋuoŋ˥˥ nie˥˧/）位于中华人民共和国福建省福州市鼓楼区杨桥西路与工业路交叉口西侧，是福州地铁4号线的地铁车站，目前暂为4号线的西端终点站，于2023年8月27日启用。

## 站名来源
《榕城考古略》中记载，凤凰池因凤皇山（凤凰山）而得名。

## 车站结构

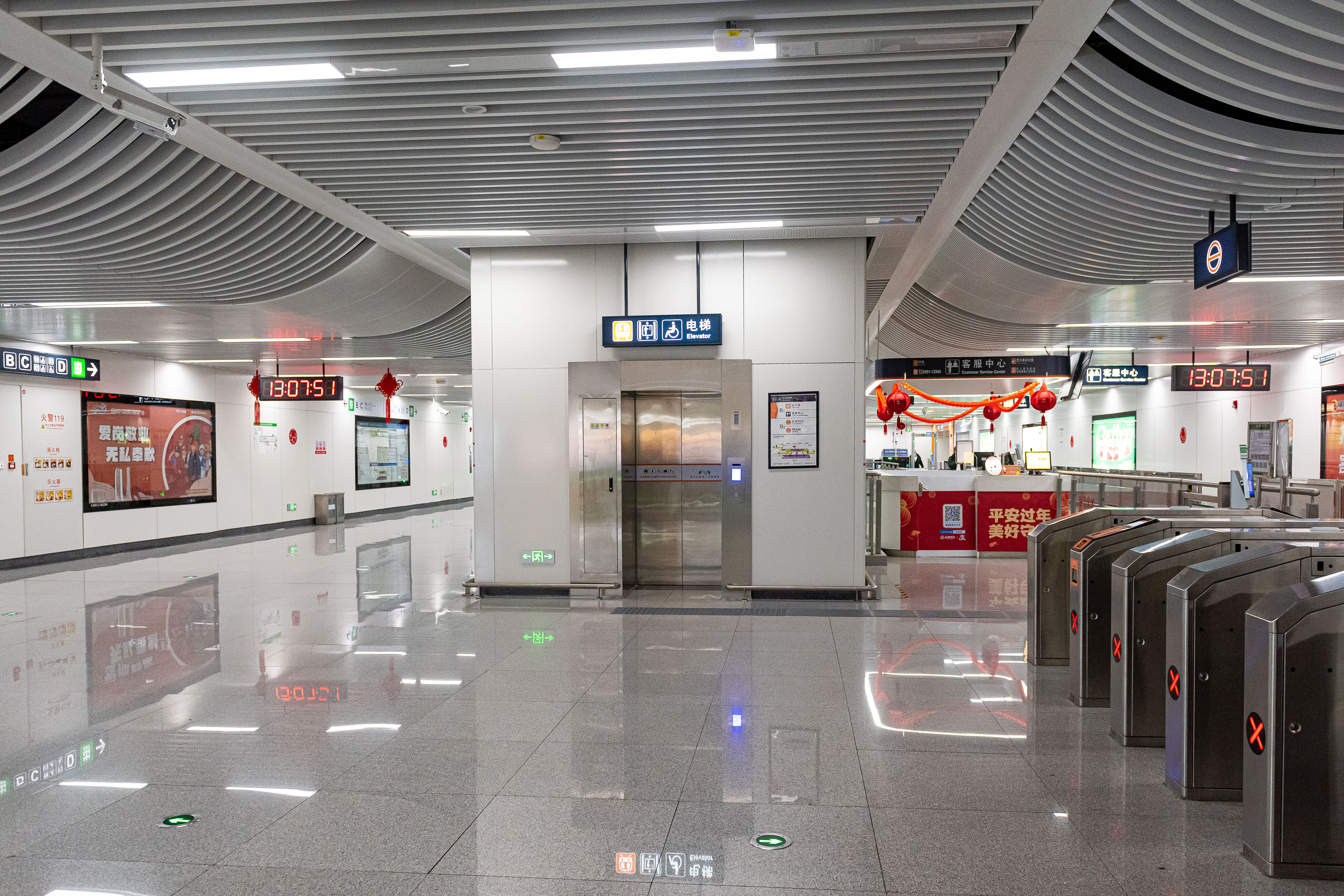
车站站厅

凤凰池站位于杨桥西路与工业路交叉口西侧下方，站位呈东西走向，为单柱二跨、局部双柱三跨的地下二层站车站。地下一层为站厅层；地下二层为站台层，岛式站台。车站设计总长度为267.5米，标准段宽为19.7米，站台长度114米，站台宽度10.3米。
| 地面层   | 出入口                               |  | 出入口                 |
| 地下一层 | 站厅                                 |  | 票务服务、自动售票机   |
| 地下二层 | 1                                    |  | 4号线 往帝封江（陆庄） |
| 地下二层 | 岛式站台，列车运行方向左侧的车门打开 |  |                        |
| 地下二层 | 2                                    |  | 4号线 终点站           |

### 出入口与周边
凤凰池站现开放三个出入口，其中无障碍电梯与卫生间均位于B出入口。车站南侧有福州大学至诚学院（福州大学怡山校区）、西禅寺、福州万象城，西侧有中国科学院福建物质结构研究所，东侧有福州市茶园山中心小学。
| 凤凰池站出入口信息          | 凤凰池站出入口信息 | 凤凰池站出入口信息 | 凤凰池站出入口信息       |
| --------------------------- | ------------------ | ------------------ | ------------------------ |
|                             |                    |                    |                          |
| 编号                        | 设施               | 位置               | 接驳交通                 |
| 出口 · B                    |                    | 车站西北口         | 福大北门                 |
| 出口 · C                    |                    | 车站西南口         | 福大北门、凤凰池         |
| 出口 · D                    |                    | 车站东南口         | 凤凰池、茶园山、隆凤新村 |
| 注： 设有电梯 \| 设有卫生间 |                    |                    |                          |

## 历史
- 2017年6月29日，福建省发展和改革委员会批复《福州市城市轨道交通4号线一期工程可行性研究报告》（闽发改网审交通〔2017〕103号），福州地铁4号线在横屿路与竹屿路交叉口设工业路站。[3]
- 2019年4月24日，凤凰池站开始施工。[2]
- 2022年12月1日，凤凰池站完成全部土建结构。[2]
- 2023年8月23–25日，凤凰池站开启免费试乘活动。[4]
- 2023年8月27日，凤凰池站启用。[1]